# Angela Ruggiero
Angela Marie Ruggiero (* 3. Januar 1980 in Panorama City, Kalifornien) ist eine ehemalige US-amerikanische Eishockeynationalspielerin italienischer Herkunft. Sie ist Mitglied des Internationalen Olympischen Komitees und gehörte über viele Jahre der Frauen-Eishockeynationalmannschaft der Vereinigten Staaten an. Sie gewann bei vier aufeinanderfolgenden Olympischen Winterspielen eine Medaille, darunter eine Gold-, zwei Silber- und eine Bronzemedaille. Zudem nahm sie an zehn Frauen-Weltmeisterschaften teil, bei denen sie vier Gold- und sechs Silbermedaillen gewann. Angela Ruggiero ist mit 256 Länderspielen für die USA Rekordhalterin bezüglich der Anzahl der Länderspiele, egal ob Männer- oder Frauennationalteam. Im Juni 2015 wurde Ruggiero als vierte Frau in die Hockey Hall of Fame aufgenommen; 2017 folgte die Wahl in die IIHF Hall of Fame.

## Karriere
Angela Ruggiero wurde als Kind von Bill und Karen Ruggiero in Panorama City geboren und wuchs mit ihrer älteren Schwester und ihrem jüngeren Bruder im kalifornischen Sylmar und Simi Valley auf.

### Anfänge in Kalifornien und Connecticut
Im Alter von sieben Jahren begann sie mit dem Eishockeysport, nachdem ihr Vater ihren Bruder Billy zu einem Eishockeytraining geschickt hatte. Zusammen mit Billy und ihrem Team aus Pasadena gewann Ruggiero 1992 die regionale Meisterschaft. 1994 war sie das einzige Mädchen in Kalifornien, das auf AA-Level Eishockey spielte. Daher wurde sie ausgewählt, Kalifornien 1994 beim Turnier um die nationale Mädchen-Meisterschaft zu vertreten. Ihr damaliger Trainer, Todd Sharinn, sagte damals: „Ruggiero is the team’s best player … Look for her name on the 1998 U.S. Olympic team roster…“ (Deutsch: Ruggiero ist die beste Spielerin ihrer Mannschaft … Achtet auf ihren Namen im Olympiakader 1998). Später zog die Familie nach Michigan und wohnte im Harrison Township.
Ab 1994 besuchte sie die Internatsschule Choate Rosemary Hall in Wallingford, Connecticut.
Während dieser Zeit spielte sie für Eishockeymannschaft der Schule und gehörte schnell zu den besten Spielerinnen ihres Teams. Neben dem Eishockeysport spielte sie auch Lacrosse und Fußball. 1995 wurde sie in die Mädchen-Landesauswahl, die Connecticut Polar Bears, berufen und gewann mit dieser die regionale Meisterschaft Neuenglands. Zudem vertrat sie Connecticut 1995, 1996 und 1997 bei den nationalen Mädchen-Meisterschaften der USA. 1995 wurde sie erstmals in die Juniorinnen-Nationalmannschaft der USA berufen, ein Jahr später debütierte sie im Alter von 16 Jahren für das Frauennationalteam. 1997 absolvierte sie ihre erste Weltmeisterschaft für die USA und gewann die Silbermedaille.

### Als Nationalspielerin und an der Harvard University
Im Alter von 18 Jahren, als sie in ihrem letzten Jahr (Senior) bei Choate Rosemary Hall war, gewann Ruggiero als jüngste Spielerin des US-amerikanischen Nationalteams die Goldmedaille bei den Olympischen Spielen 1998 in Nagano.

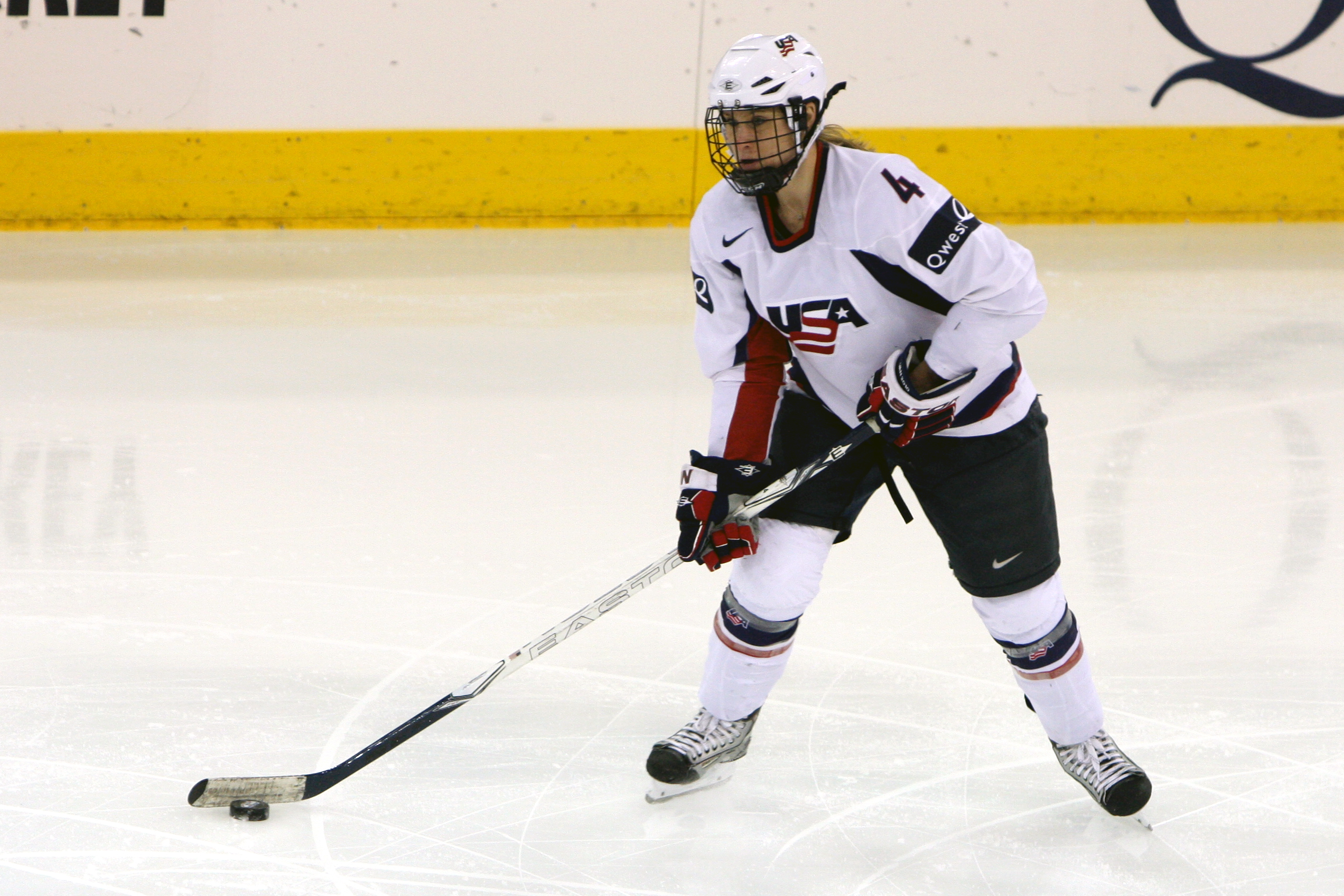
Ruggiero in einem Spiel gegen die ECAC-All-Stars (2010)

Nach ihrem Schulabschluss nahm sie ein Studium der Politikwissenschaften an der Harvard University auf. Parallel spielte sie insgesamt vier Jahre (von 1998 bis 2004 mit zwei Jahren Unterbrechung) für die Sportabteilung der Universität, die Harvard Crimson, und erzielte dabei 243 Punkte (91 Tore, 152 Assists) in 127 Spielen. Sie erhielt zahlreiche persönliche Auszeichnungen, unter anderem viermal die Berufung ins NCAA All-American Team sowie 2004 die Patty Kazmaier Memorial Award als beste Eishockeyspielerin der NCAA. 1999 gewann sie mit Harvard die Meisterschaft des Vorläufers der NCAA. Da sie ihr Studium neben dem Eishockeysport nicht vernachlässigte, erhielt sie 2004 die Berufung ins NCAA First Team Academic All-American, die neben sportlichen auch schulische Aspekte berücksichtigt.
Neben ihrem Studium und dem Spielbetrieb im College-Eishockey war sie weiter für das Nationalteam aktiv, mit dem sie 1999, 2000, 2001 und 2004 vier weitere Silbermedaillen bei Weltmeisterschaften gewann. Zudem erhielt sie dreimal (2000, 2002, 2004) die Auszeichnung als beste Verteidigerin sowie eine Berufung (2004) in das All-Star-Team der Welttitelkämpfe. Bei den Olympischen Winterspielen 2002 gewann sie erneut die Goldmedaille und wurde als beste Verteidigerin ausgezeichnet. Zudem wurde sie in das All-Star-Team des olympischen Turniers berufen.
Ruggiero graduierte 2004 an der Harvard University mit einem Bachelor of Arts in Government.

### (Semi-)Profieishockey und internationale Erfolge

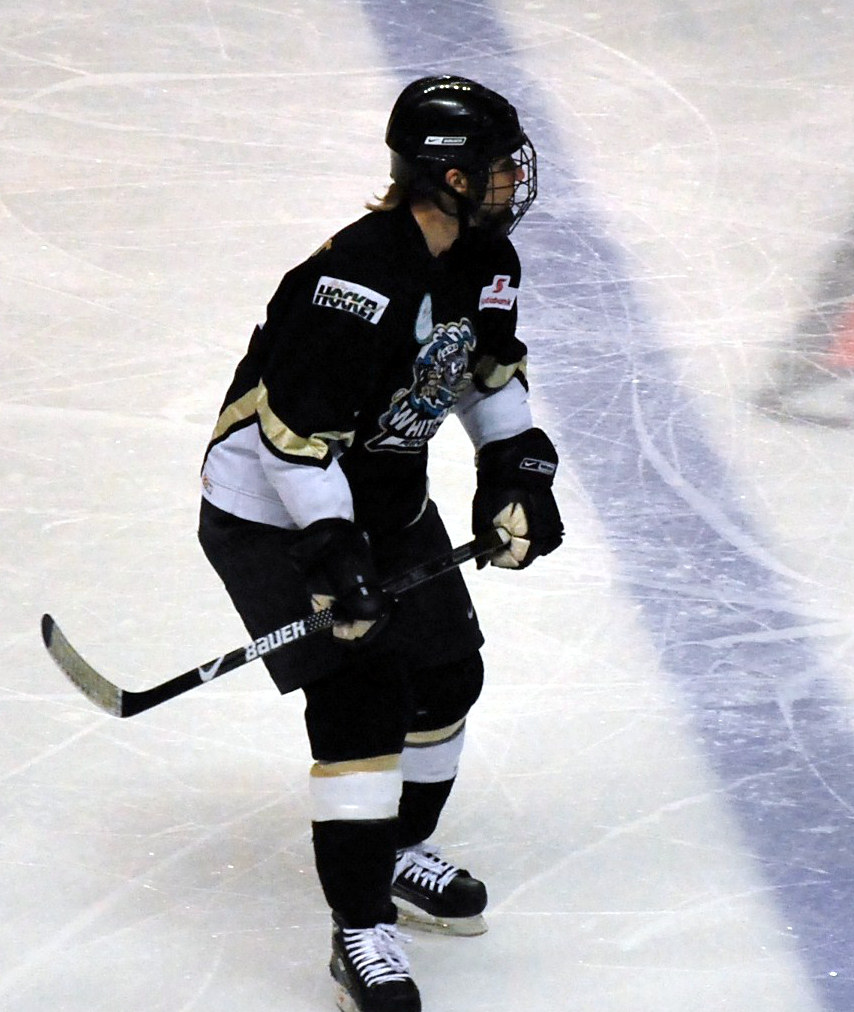
Angela Ruggiero im Trikot der Minnesota Whitecaps, März 2009

Während der Saison 2004/05 spielte sie für die Montréal Axion in der National Women’s Hockey League und erreichte mit diesen das Play-off-Finale. Am 28. Januar 2005 wurde Angela Ruggiero die erste Frau in den Vereinigten Staaten, die in einem Profi-Eishockeyspiel als Feldspielerin auflief: Sie absolvierte eine Partie für die Tulsa Oilers aus der Central Hockey League gegen die Rio Grande Valley Killer Bees. In diesem Spiel trat sie zusammen mit ihrem Bruder Billy für die Oilers an, damit sind die beiden weltweit das erste Schwester-Bruder-Paar im professionellen Eishockey. In der folgenden Saison bereitete sie sich erneut (zentralisiert) mit dem Team USA auf die Olympischen Winterspiele in Turin vor, bei denen sie die Bronzemedaille gewann und erneut als beste Verteidigerin ausgezeichnet wurde.

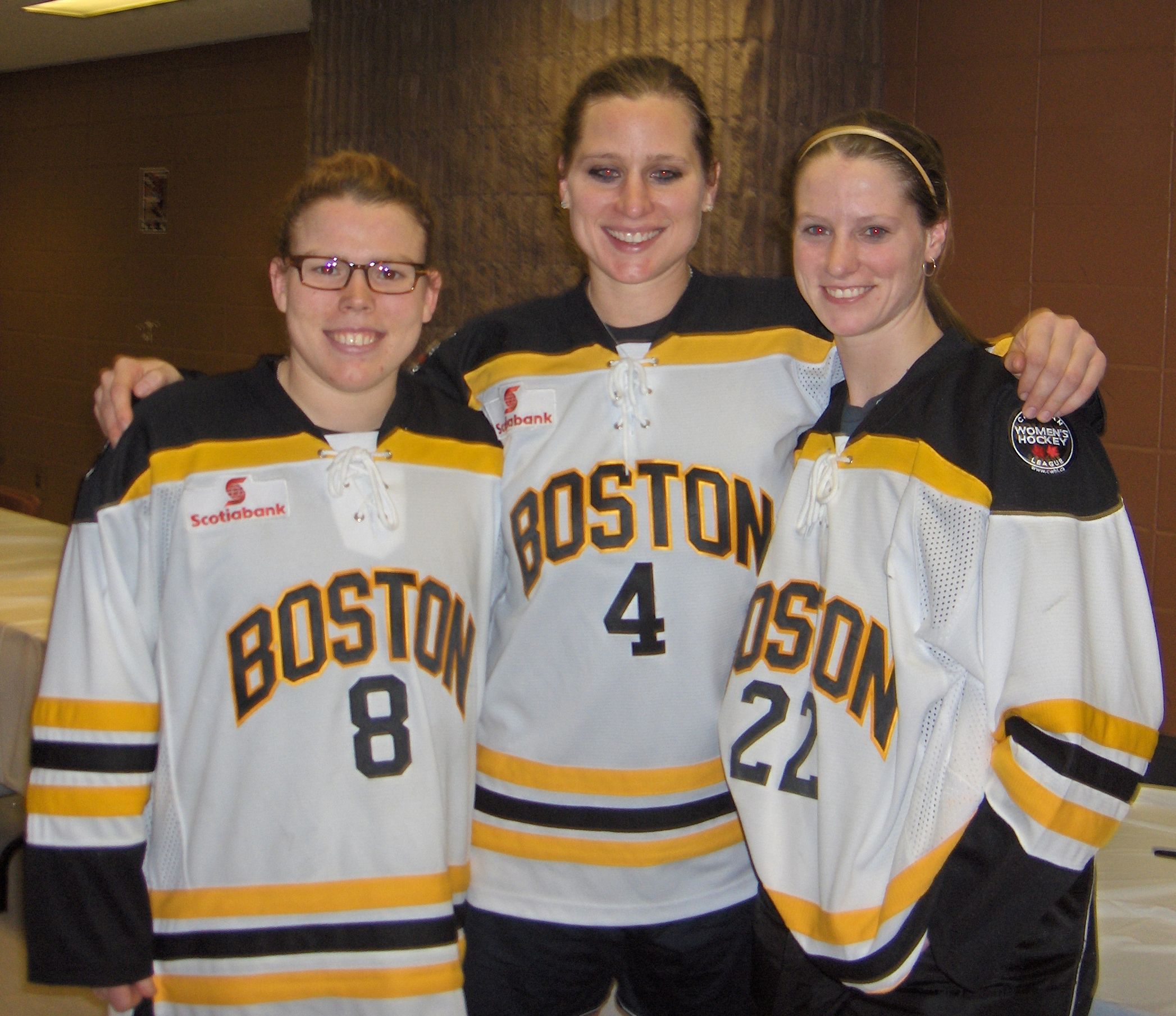
Caitlin Cahow, Angela Ruggiero und Kacey Bellamy (v. l. n. r.) beim CWHL-Draft, August 2010

2007 wurde sie von den Minnesota Whitecaps aus der Western Women’s Hockey League verpflichtet, mit denen sie 2009 die Meisterschaft gewann. Parallel studierte sie an der University of Minnesota und schloss dieses Studium 2010 mit einem Master of Education in Sportmanagement ab. Während dieser Zeit spielte sie weiterhin für das Nationalteam, mit dem sie 2007 erneut die Silbermedaille bei der Weltmeisterschaft gewann. Bei der Eishockey-Weltmeisterschaft der Frauen 2008 wurde Ruggiero erstmals Weltmeisterin und konnte diesen Titel bei den Welttitelkämpfen im folgenden Jahr verteidigen. Darüber hinaus wurde sie 2007 und 2009 jeweils ins All-Star-Team des WM-Turniers berufen sowie 2008 als beste Verteidigerin ausgezeichnet.
Bei ihren vierten Olympischen Winterspielen in Vancouver gewann Ruggiero erneut die Silbermedaille und wurde in das All-Star-Team des Turniers berufen. In der Saison 2010/11 stand sie bei den Boston Blades in der National Women’s Hockey League unter Vertrag, nachdem die Blades sie im CHWL Draft 2010 ausgewählt hatten. Das letzte internationale Turnier ihrer Karriere war die Eishockey-Weltmeisterschaft der Frauen 2011, bei der Ruggiero zum dritten Mal Weltmeisterin wurde.
Im Dezember 2011 beendete sie ihre aktive Karriere aufgrund einer chronischen Schulterverletzung und ihrer zahlreichen Verpflichtungen als IOC-Mitglied. Anschließend begann sie ein MBA-Studium an der Harvard Business School, das sie im Mai 2014 abschloss.

### Als Sportfunktionär

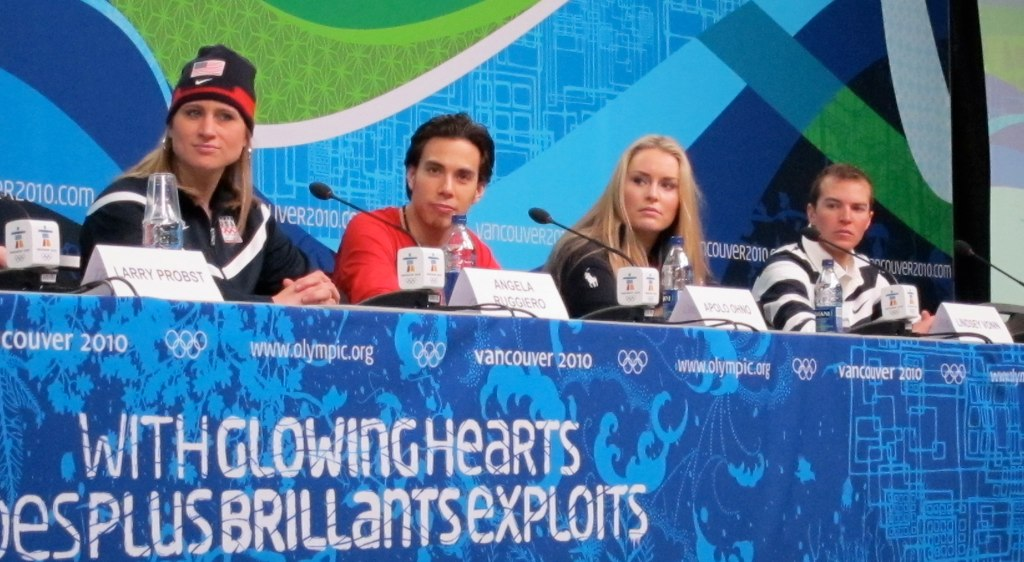
Angela Ruggiero (li.) bei einer Pressekonferenz der Olympischen Winterspiele 2010

2010 wurde Ruggiero in die IOC-Athletenkommission gewählt. Als Mitglied des IOC gehörte sie bis 2018 außerdem der Entourage Kommission und der Koordinierungskommission für die Olympischen Winterspiele 2018 an. Zudem war sie Vorsitzende der Koordinierungskommission für die Olympischen Jugendspiele 2016 in Lillehammer. Ruggerio sitzt zudem im Verwaltungsrat des US-amerikanischen Olympischen Komitees und ist Mitglied der Athletenbeirats der IIHF. Ab August 2016 war sie Vorsitzende der IOC-Athletenkommission und damit Mitglied des Executive Board des IOCs.
Neben ihren diversen Funktionen im IOC engagiert(e) sich Ruggiero auch für den Frauensport im Allgemeinen, unter anderem war sie von 2013 bis 2015 Präsidentin der Women’s Sports Foundation.
2018 endete ihre Amtszeit als Vorsitzende der Athletenkommission und als IOC-Mitglied, verblieb aber in verschiedenen Gremien des IOC.

## Erfolge und Auszeichnungen
- 2010–2018 Mitglied des Internationalen Olympischen Komitees, Wahl in die Athletenkommission
- 2011 Aufnahme in die National Italian American Sports Hall of Fame[1]
- 2013–2015 Präsidentin der Women’s Sports Foundation
- 2015 Aufnahme in die Hockey Hall of Fame
- 2015 Aufnahme in die United States Hockey Hall of Fame
- 2016–2018 Vorsitzende der Athletenkommission des IOC
- 2017 Aufnahme in die IIHF Hall of Fame

### College
- 1999 Meisterschaft der American Women’s College Hockey Alliance mit Harvard Crimson
- 2004 ECAC Spieler des Jahres
- 2004 Gewinn der Patty Kazmaier Memorial Award
- 2004 Ivy League Spieler des Jahres
- 2004 NCAA First Team Academic All-American
- 2004 NCAA Top VIII Award

### International

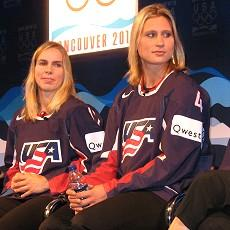
Jenny Potter (li.) und Angela Ruggiero bei den Olympischen Winterspielen 2010

- 1997 Silbermedaille bei der Weltmeisterschaft
- 1998 Goldmedaille bei den Olympischen Winterspielen
- 1999 Silbermedaille bei der Weltmeisterschaft
- 2000 Silbermedaille bei der Weltmeisterschaft
- 2000 Beste Verteidigerin der Weltmeisterschaft
- 2001 Silbermedaille bei der Weltmeisterschaft
- 2002 Silbermedaille bei den Olympischen Winterspielen
- 2002 All-Star-Team und beste Verteidigerin der Olympischen Winterspiele
- 2004 Silbermedaille bei der Weltmeisterschaft
- 2004 All-Star-Team und beste Verteidigerin der Weltmeisterschaft
- 2005 Goldmedaille bei Weltmeisterschaft
- 2005 All-Star-Team und beste Verteidigerin der Weltmeisterschaft
- 2006 Bronzemedaille bei den Olympischen Winterspielen
- 2006 All-Star-Team und beste Verteidigerin der Olympischen Winterspiele
- 2007 Silbermedaille bei der Weltmeisterschaft
- 2007 All-Star-Team der Weltmeisterschaft
- 2008 Goldmedaille bei der Weltmeisterschaft
- 2008 Beste Verteidigerin der Weltmeisterschaft
- 2009 Goldmedaille bei Weltmeisterschaft
- 2009 All-Star-Team der Weltmeisterschaft
- 2010 Silbermedaille bei den Olympischen Winterspielen
- 2010 All-Star-Team der Olympischen Winterspiele
- 2011 Goldmedaille bei Weltmeisterschaft

## Karrierestatistik
Quellen: collegehockeystats.net,
uscho.com, hhof.com westernwomenshockeyleague.com

(Legende zur Spielerstatistik: Sp oder GP = absolvierte Spiele; T oder G = erzielte Tore; V oder A = erzielte Assists; Pkt oder Pts = erzielte Scorerpunkte; SM oder PIM = erhaltene Strafminuten; +/− = Plus/Minus-Bilanz; PP = erzielte Überzahltore; SH = erzielte Unterzahltore; GW = erzielte Siegtore; 1 Play-downs/Relegation; Kursiv: Statistik nicht vollständig)